# ولادیمیر کاگان
ولادیمیر کاگان (انگلیسی: Vladimir Kagan; ۱ ژانویهٔ ۱۹۲۷ – ۷ آوریل ۲۰۱۶) معمار و اهالی کسب‌وکار اهل ایالات متحده آمریکا بود.